# Shawn Christian (polityk)
Shawn Brent Christian (ur. 14 września 1975 na wyspie Pitcairn) – burmistrz (szef rządu) terytorium Pitcairn od 1 stycznia 2014 do 31 grudnia 2019.
Jest synem Steve'a Christiana, pierwszego burmistrza Pitcairn i Olivii Yal Brown. Imię otrzymał po Shawnie Braniganie, synu przyjaciół swoich rodziców. W 2013 roku wygrał wybory na burmistrza, pokonując Simona Younga w trzeciej rundzie głosowania. W 2016 uzyskał reelekcję. Wraz z końcem 2019 roku przestał pełnić funkcję burmistrza, a jego następcą została Charlene Warren-Peu.